# Ban Tammaleuy Tai
Ban Tammaleuy Tai – wieś położona w południowo-wschodnim Laosie, w prowincji Attapu, w dystrykcie Samakkhixay.